# Президентська медаль Свободи
Президентська медаль Свободи (англ. Presidential Medal of Freedom) була установлена президентом США Гаррі Труменом в 1945 році для нагородження цивільних осіб за заслуги під час Другої світової війни. Нова медаль прирівнювалася до Медалі Пошани (Medal of Honor) — вищої військової нагороди США, але після закінчення війни вона втратила свою актуальність.
22 лютого 1963 року президент Джон Ф. Кеннеді за наслідками опитування громадської думки видав указ про відродження церемонії вручення Президентській медалі Свободи. Кеннеді також розширив сфери вручення медалі. Нагорода стала вручатися за видатний внесок в суспільне життя, освіту, науку, дипломатію, бізнес, літературу, релігію, мистецтво, спорт і інші цивільні сфери життя США.
У 1970 році президент Річард Ніксон заснував спеціальну раду з відбору видатних громадян, чиї рішення мають радше рекомендаційний характер. Президент може особисто у будь-який момент виключити зі списку будь-якого з номінантів, а також присудити нагороду людині, що не увійшла до загального списку ради. Номінація на Президентську медаль Свободи — питання персонального вибору чинного президента.
Крім того, будь-який громадянин США може написати лист на ім'я президента і запропонувати будь-яку видатну або відому людину, яку він вважає гідною нагороди.
Більшість нагороджених — відомі американці, але громадянство США не є суворою вимогою, тобто президент може нагородити й іноземця, чий внесок у збереження миру в усьому світі став загальновизнаним. Наприклад, свого часу були нагороджені Маргарет Тетчер (прем'єр-міністр Великої Британії в 1979—1990 рр.), Анвар Садат (президент Єгипту в 1970—1981 рр.), Лех Валенса (президент Польщі в 1990—1995 рр.) і інші.
Нагородження відбувається, як правило, в кінці кар'єри або після багаторічної діяльності, іноді посмертно.
Медаль вручається в спеціальному футлярі з горіхового дерева. Кожен лауреат отримує персональний сертифікат, підписаний президентом США, в якому відображені й завірені досягнення, що привели до нагороди.
За роки існування нагороди її отримали понад 20 тисяч осіб, станом на 2009.
Серед нагороджених були: Нейл Армстронг (1969), Жак-Ів Кусто (1985), Волт Дісней (1964), Кірк Дуглас (1981), Одрі Гепберн (1992), Джон Вейн (1980, посмертно), Джон Стейнбек (1964), Пласідо Домінго (2002), Дюк Еллінгтон (1969), Елла Фіцджеральд (1992), Б.Б. Кінг (2006), Джекі Робінсон (1984), Френк Сінатра (1985), Мартін Лютер Кінг (1977, посмертно), Тоні Блер (2009), Нельсон Мандела (2002), Дональд Рамсфелд (1977), Річард (Дік) Чейні (1991), Джон Ф. Кеннеді (1963, посмертно), Рональд Рейган (1993), Мати Тереза (1985), папа римський Іван-Павло II (2004) і багато інших.